# Tubitextularia
Tubitextularia es un género de foraminífero, planctónico y/o bentónico, considerado un sinónimo posterior de Bifarina de la subfamilia Gublerininae, de la Familia Heterohelicidae, de la superfamilia Heterohelicoidea, del suborden Globigerinina y del orden Globigerinida. Su especie tipo era Pseudotextularia bohemica. Su rango cronoestratigráfico abarcaba el Cretácico superior.

## Descripción
Su descripción podría coincidir con la del género Bifarina, ya que Tubitextularia ha sido considerado un posible sinónimo subjetivo posterior.

## Discusión
Clasificaciones posteriores incluirían Tubitextularia en el orden Heterohelicida.

## Clasificación
Tubitextularia incluía a las siguientes especies:
- Tubitextularia bohemica †
- Tubitextularia laevigata †